# يوم المرخة
يوم المرخة ويسمى كذلك يوم وكف الرماء وهو من أيام العرب قبل الإسلام وكان بين عضل وهذيل في المرخة قرب وادي نخلة.

## خبرة
روى الجمحي أحداث هذا اليوم فقيل ان عمرو بن خويلد بن واثلة بن مطحل الهذلي خرج في نفر من قومة يريدون غزو بني عضل وهم بالمرخة القصوى اليمانية حتى قدم لأبناء عمومة له من بني قريم من هذيل. فسالهم عن عضل فاخبروه بمكانهم ونهوه عنهم وقالوا لا نرى معك الا سبعة او ثمانية فارجع الى اهلك فقال انما نهيتموني عن الذين بينكم وبينهم جوار فخرج عمروا الى ما أراد فسمعه رجل من بني عضل فأخبر قومة فتغاوث على عمرو اكثر من مئة رجل من عضل فارتموا بالليل بالسهام حتى اصبح الصباح. ولم يعلموا بني قريم الهذليين بما حدث حتى اتى النهار فإذا بالطير اسفل منهم بوكف يسمى وكف الرمداء بارتمائهم. فقتلت قبيلة عضل عمرو بن خويلد الهذلي. فخرج أبو كتيمة الهذلي وقتل سيد بني عضل سعد بن أسعد العضلي.